# Résolution 433 du Conseil de sécurité des Nations unies
Membres permanents
- Chine
- États-Unis
- France
- Royaume-Uni
- URSS

Membres non permanents
- Allemagne de l'Ouest
- Bolivie
- Canada
- Gabon
- Inde
- Koweït
- Mauritanie
- Nigéria
- Tchécoslovaquie
- Venezuela

Résolution no 432 Résolution no 434
La résolution 433 est une résolution du Conseil de sécurité de l'ONU adoptée le 17 août 1978 concernant les Îles Salomon et qui recommande à l'Assemblée générale des Nations unies d'admettre ce pays comme nouveau membre.
Cette résolution a été adoptée à l'unanimité.

## Contexte historique
Archipel de l’Océanie proche (c’est-à-dire des îles qui, pour la plupart, sont intervisibles, ce qui facilite la navigation entre elles), il est peuplé dès la première phase d’expansion de la culture océanienne Lapita, par des populations qualifiées sans doute à tort de mélanésiennes par Jules Dumont d'Urville dès 1831 — parce qu’elles sont parentes étroites de toutes les populations austronésiennes voisines dont rien, du point de vue linguistique et culturel, ne les distingue. Plus proches du foyer initial (situé dans les îles de l'Amirauté), elles sont sans doute parmi les plus fragmentées, surtout du point de vue linguistique. En revanche, aucune parenté étroite n’existe avec les Papous.
Le Royaume-Uni établit un protectorat sur les îles Salomon dans les années 1890, dans le cadre de la Commission du Pacifique occidental (et sous la pression allemande).
De très durs combats eurent lieu sur ces îles entre États-Unis et Japon durant la Seconde Guerre mondiale. L’autonomie fut réalisée en 1976 et l’indépendance fut accordée le 7 juillet 1978, Peter Kenilorea devenant le premier dirigeant du pays.
À la suite de cette résolution ce pays est admis à l'ONU le 19 septembre 1978 ,.